# Microsteira besomatensis
Microsteira besomatensis är en tvåhjärtbladig växtart som beskrevs av Arenes. Microsteira besomatensis ingår i släktet Microsteira och familjen Malpighiaceae. Inga underarter finns listade i Catalogue of Life.